# FlashGet
FlashGet — безкоштовна комп'ютерна програма, менеджер завантажень із закритим початковим кодом для ОС Microsoft Windows.

## Особливості
- Інтеграція з браузерами Internet Explorer, Opera, Netscape Navigator, Mozilla, Mozilla Firefox
- Дозволяє завантажувати декілька файлів одночасно
- Дозволяє завантажувати файл одночасно в декілька потоків
- Дозволяє завантажувати файл з декількох джерел
- Інтегрований вебпавук
- Існують локалізовані версії
- Дозволяє завантажувати файли з мережі BitTorrent (починаючи з версії 1.80 Beta 1)
- Дозволяє завантажувати файли з мережі eD2k.

## Недоліки
- Недосконала інтеграція з діалоговим вікном завантаження для браузерів відмінних від Internet Explorer, крім Mozilla Firefox (при використанні розширення Flashgot)
- Існує тільки для Microsoft Windows